# Куратура
Куратуратакже Курэтура (рум. Curătura) — село в Шолданештском районе Молдавии. Наряду с сёлами Алчедар и Одая входит в состав коммуны Алчедар.

## География
Село расположено на высоте 195 метров над уровнем моря.

## Население
По данным переписи населения 2004 года, в селе Курэтура проживает 471 человек (228 мужчин, 243 женщины).
Этнический состав села:
| Национальность | Число жителей | Процентный состав |
| -------------- | ------------- | ----------------- |
| молдаване      | 326           | 69,21             |
| украинцы       | 123           | 26,11             |
| русские        | 18            | 3,82              |
| цыгане         | 1             | 0,21              |
| болгары        | 1             | 0,21              |
| прочие         | 2             | 0,42              |
| Всего          | 471           | 100 %             |